# Museu Central de Utreque

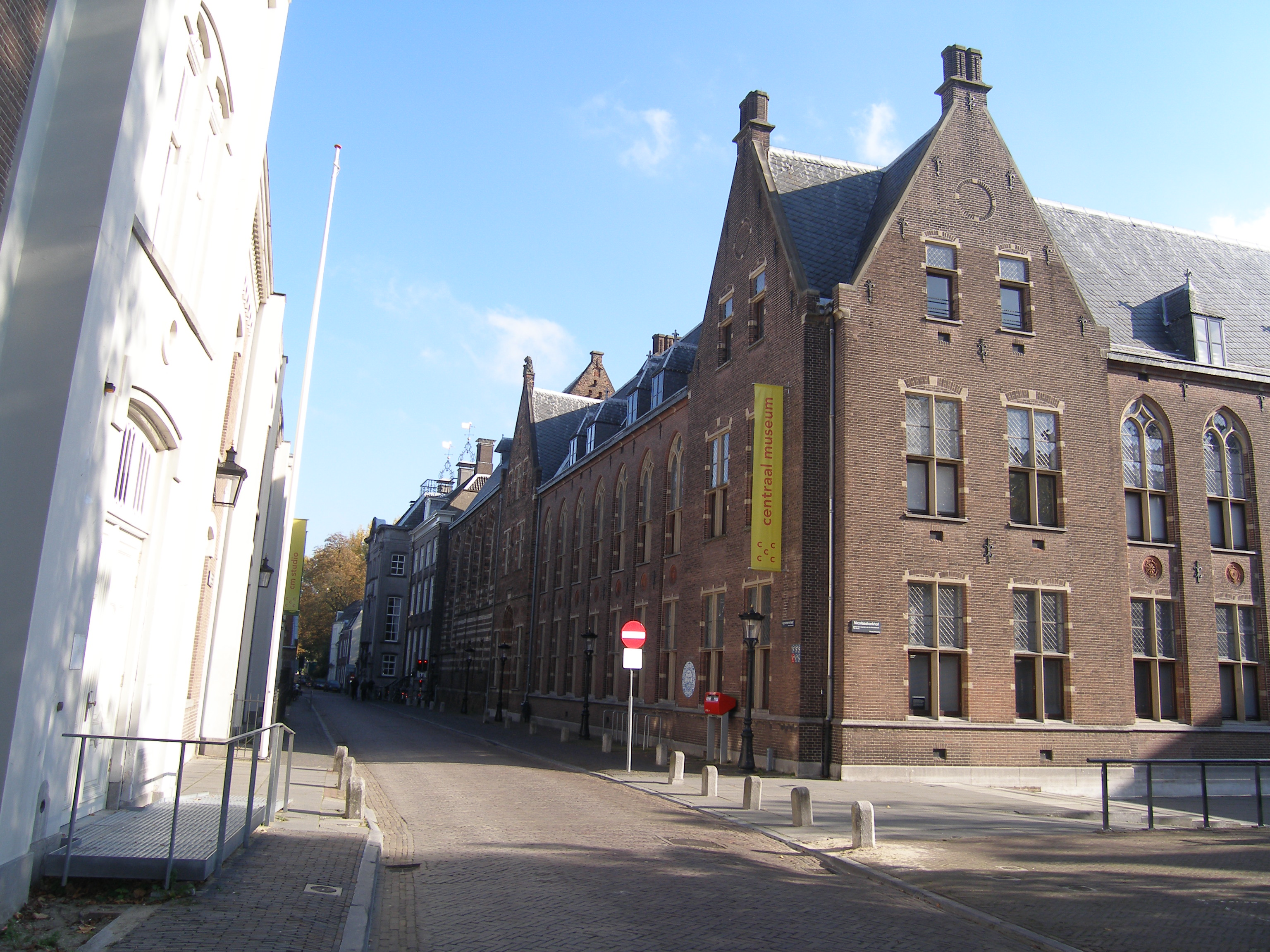
Centraal Museum

O Centraal Museum (em português, Museu Central) é um museu localizado na cidade de Utrecht, nos Países Baixos. Fundado em 1838, é o mais antigo dos museus municipais neerlandeses. Encontra-se instalado em um antigo claustro medieval, totalmente reformado em 1999. Conserva um amplo acervo, distribuído pelos departamentos de arte antiga e moderna, design, moda e história regional.

## Histórico
O Centraal Museum foi fundado em 5 de setembro de 1838, por iniciativa do prefeito de Utrecht, Van Asch van Wijck, como um espaço museológico voltado à história da região. Expunha ao público diversos objetos de interesse histórico e artístico, coletados junto aos órgãos públicos ou adquiridos de particulares, além de parte do arquivo da cidade.
Em 1921, a coleção do museu foi fundida com diversos outros acervos municipais e coleções privadas, como o conjunto de pinturas da Utrechtse genootschap Kunstliefde e a coleção de arte do palácio episcopal da cidade, resultando uma única coleção “centralizada” (origem da denominação “museu central”).
Ainda em 1921, o museu é transferido do espaço que ocupava na prefeitura da cidade para um antigo claustro medieval - um grandioso edifício, composto por diversos pavilhões erguidos ao redor do pátio central, que abrigou paralelamente diversas outras funções, de orfanato a hospital psiquiátrico.
Entre 1961 e 1972, o edifício foi ampliado seguindo um projeto de Gerrit Rietveld, ganhando ainda um auditório idealizado por Mart van Schijndel. Em 1991, o edifício foi reformado pelos arquitetos Stéphane Beel, Lieven Achtergael e Peter Versseput.

## Acervo
O Centraal Museum conserva um vasto e variado acervo, abrangendo um período histórico de mais de dois mil anos, com peças distribuídas em cinco departamentos: arte antiga, arte moderna, design e artes decorativas, moda e história local.
Na coleção de arte, destaca-se o núcleo dedicado aos pintores "caravaggescos" de Utrecht, como Gerard van Honthorst e Hendrick ter Brugghen, além de várias outras obras de Jan van Scorel, Joachim Wtewael, Abraham Bloemaert, Paulus Moreelse e Pieter Saenredam, entre outros. No segmento dedicado à arte moderna, há obras de Theo van Doesburg, Bart van der Leck, Pyke Koch, etc.
Encontra-se conservada no museu a maior coleção existente de desenhos de Rietveld. Há ainda uma exposição permanente de obras de Dick Bruna, um amplo conjunto de mais de oito mil peças de vestuário, jóias e acessórios, mobiliário, ourivesaria e prataria. Entre os destaques da coleção de história, encontra-se o milenar navio Utrecht, encontrado em 1930, nos arredores de Willem Arntszkade.